# Großsteingrab Siegum
Das Großsteingrab Siegum ist eine jungsteinzeitliche Grabanlage nahe den Ortsteilen Siegum und Siegumlund der Gemeinde Munkbrarup, Amt Langballig im Kreis Schleswig-Flensburg, Schleswig-Holstein. Die Megalithanlage der Trichterbecherkultur entstand zwischen 3500 und 2800 v. Chr. 

## Beschreibung
Das Grab befindet sich 150 m westlich der Siedlung Siegumlund bei Siegum. Es handelt sich um ein stark zerstörtes, ost-westlich orientiertes Hünenbett. Die meisten Umfassungssteine fehlen, nur zwei an der Ostseite und einige an der Westseite haben sich erhalten. Da durch das Abtragen der restlichen Steine aber eine deutliche Grube entstanden ist, lassen sich die Ausmaße des Hünenbettes noch gut ermitteln. Es hatte demnach eine Länge von 32 m und eine Breite von 5 m. Die Grabkammer bildete ein in Längsrichtung stehender Dolmen. Von diesem ist heute nur noch ein beschädigter Stein erhalten. Auch hier hat das Ausräumen der Kammer eine deutliche Grube hinterlassen. Der noch vorhandene Stein kann damit als nördlicher Trägerstein der westlichen Längswand identifiziert werden. Die Länge der Kammer betrug etwa 2,00 m und ihre Breite 1,50 m. Ernst Sprockhoff führt das Grab in seinem Atlas der Megalithgräber unter der Nummer 22.